# Jacob van Deventer (generaal)
Jacob Louis "Jaap" van Deventer KCB CMG DTD (Ficksburg, Oranje Vrijstaat, 18 juli 1874 – Zilkaatsnek, Hartbeespoort, 17 augustus 1922) was een Zuid-Afrikaanse luitenant-generaal. Van Deventer vocht tijdens de Tweede Boerenoorlog (1899-1902) tegen de Engelsen. In de Eerste Wereldoorlog zou hij aan hun kant ten strijde trekken om ten slotte te worden geridderd en benoemd tot aide-de-camp van koning George V van Engeland.

## Jeugd
Van Deventer werd geboren in Ficksburg in Oranje Vrijstaat. Hij werd bijna twee meter lang, wat voor die tijd erg lang was. In 1896, kort voor het uitbreken van de Tweede Boerenoorlog vertrok hij naar Pretoria, waar hij zijn militaire carrière op 21 februari 1896 begon als kanonnier bij de artillerie van het leger van Transvaal. Binnen een jaar klom hij op tot adjudant.

## Tweede Boerenoorlog
Van Deventer vocht in de Tweede Boerenoorlog (1899-1902). Hij was een van de weinige boeren die een militaire training had gevolgd toen de oorlog begon. Ondanks zijn lengte en omvang was hij lichtvoetig en snel. Hij werd een bekende persoonlijkheid in de Boerenrepublieken.
Nadat de oorlog in 1899 uitbrak was Van Deventer als een van eersten actief in de strijd. De hele oorlog was hij in het veld. Onder generaal Koos de la Rey vocht hij in de Slag bij Kraaipan, de Slag bij Modderrivier en de Slag bij Magersfontein. De la Rey paste bij Modderrivier voor het eerst een tactiek toe die erin bestond dat na het veroveren van (hooggelegen) gebied stand gehouden werd in gedekte stellingen met behulp van loopgraven, artillerie en machinegeweren. Voordien trokken de Boeren zich na een verovering altijd terug om elders weer toe te slaan. Bij Magersfontein paste De la Rey deze nieuwe tactiek opnieuw toe, met verwoestend effect op de Engelse troepen. Later, in het verloop van de Eerste Wereldoorlog, zou deze strategie vaker en op veel grotere schaal worden toegepast. Als artillerist werd Van Deventer al snel een van de belangrijkste tactische experts. Hij streed met succes in de Slag bij Nooitgedacht en de Slag bij Vlakfontein  en werd een ervaren commandant met 300 tot 3000 man onder zich. Zowel zijn eigen mensen als de vijand respecteerden hem.
Gedurende de oorlog vocht Van Deventer niet alleen onder De La Rey, maar ook onder andere Boeren-generaals, waaronder Piet Cronjé en Christiaan Beyers. Aan het eind van de oorlog was Van Deventer als gekozen commandant plaatsvervanger van Generaal Smuts. In die periode werden in het leger van de Afrikaners alle officieren, tot aan de commandant-generaal toe, gekozen door hun ondergeschikten. Bij een schermutseling even ten zuiden van Vanrhynsdorp aan het eind van de Tweede Boerenoorlog raakte Van Deventer ernstig gewond aan zijn hals. Hij herstelde, maar zijn keel was zo beschadigd dat zijn stem voor de rest van zijn leven weinig meer dan een raspend gehijg voortbracht. Na dit incident werd Smuts teruggeroepen naar Transvaal. Van Deventer zou als 'vechtgeneraal' de rest van de oorlog het commando in de Noord-Kaap provincie in handen hebben. Nadat de vrede was getekend keerde hij terug naar zijn familie en boerderij aan de Krokodilrivier bij Pretoria.

## Eerste Wereldoorlog
In 1914 trad hij vanwege de Eerste Wereldoorlog opnieuw in krijgsdienst. Ditmaal in het Zuid-Afrikaanse leger, dat onderdeel uitmaakte van het Britse leger, zijn vroegere tegenstanders tijdens de Boerenoorlog.

### Zuidwest-Afrika
Hij leidde een eenheid van de Unieverdedigingsmacht van de in 1910 gevormde Unie van Zuid-Afrika tijdens de veldtocht in Duits-Zuidwest-Afrika (het huidige Namibië) (1914-1915). Deze veldtocht bestond uit een reeks gevechten in de Duitse kolonie in Zuidwest-Afrika. Er werd ook gevochten aan de zuidelijke grens met Portugees-West-Afrika (het huidige Angola) en in delen van de Unie van Zuid-Afrika. Generaal Louis Botha had de algehele leiding over de Zuid-Afrikaanse troepen. Een deel van de troepen landde in  de haven van Walvisbaai, terwijl Van Deventer vanuit Upington met 5000 ruiters over land optrok. Na deze veldtocht werd Van Deventer gepromoveerd tot brigadegeneraal.

### Zuidoost-Afrika
Daarna werd Van Deventer commandant van de 1e Z.A. Bereden Brigade van de Zuid-Afrikaanse Overzeese Expeditiemacht (South African Overseas Expeditionary Force (SAOEF), een vrijwilligerseenheid van het Britse Leger) tijdens de veldtocht in Duits-Oost-Afrika. Deze veldtocht bestond uit een reeks veldslagen en guerrilla-acties tussen 1916 en 1918 die begon in Duits-Oost-Afrika (een Duitse kolonie in Oost-Afrika, wat nu ongeveer overeenkomt met Burundi, Tanganyika (het vasteland van het huidige Tanzania) en Rwanda) en later ook uitbreidde naar delen van Mozambique, Noord-Rhodesië, Brits-Oost-Afrika, Oeganda en Belgisch-Congo. De Duitsers hadden sterke troepen in het gebied die onder leiding stonden van de ervaren Pruisische generaal Paul von Lettow-Vorbeck. Hij paste guerrillatactieken toe tegen de Britse troepen, zoals de Boeren dat eerder hadden gedaan. De Britten vroegen daarom aan Zuid-Afrika om een leger samen te stellen dat daar tegen opgewassen was. Generaal Smuts kreeg het bevel over een geallieerd leger dat bestond uit Britse, Indiase, Afrikaanse, Rhodesische en Zuid-Afrikaanse troepen, waaronder de brigade van Van Deventer. Later kreeg Van Deventer het commando over de Zuid-Afrikaanse Divisie.
Na twee jaar van kat-en-muis-acties tegen de Duitsers werd Smuts begin 1917 teruggeroepen om de Zuid-Afrikaanse delegatie te leiden bij de Imperial Conference die werd gehouden in Londen. Smuts werd door de Engelse generaal-majoor sir Arthur Reginald Hoskins opgevolgd, maar deze werd eind mei 1917 al vervangen door Van Deventer, die inmiddels gepromoveerd was tot luitenant-generaal.
De Engelse officieren en manschappen waren onaangenaam verrast door deze benoeming, omdat Van Deventer Afrikaner was en zeer slecht Engels sprak. Soms moest hij zelfs gebruik maken van een tolk om zijn bevelen duidelijk te maken. Bovendien had hij een slecht verstaanbaar raspend en hijgend stemgeluid. Zijn gevoel voor humor hielp hem niet om zijn populariteit onder de Engelsen te verbeteren, aangezien hij de Britse officieren er bij iedere gelegenheid aan herinnerde dat ‘zij’ hem hadden neergeschoten en dus verantwoordelijk waren voor zijn stemproblemen. Vanwege zijn leidinggevende capaciteiten kreeg hij echter het respect en de steun van officieren en manschappen en kon hij veel meer druk op de vijand uitoefenen dan eerder, hetgeen resulteerde in een wapenstilstand op 14 november en een formeel einde aan de strijd in Duits-Oost-Afrika op 25 november 1918.
Voor zijn prestaties werd Van Deventer geridderd door koning George V van Engeland en benoemd tot diens aide-de-camp.

## Na de oorlog
Na de oorlog was Van Deventer inspecteur-generaal. In 1920 verliet hij de militaire dienst en ging terug naar zijn boerderij. Hij werd in 1921 als Groot Officier opgenomen in de Portugese Militaire Orde van Aviz Begin 1922 werd hij wederom in dienst geroepen om een bereden brigade te leiden tegen opstandelingen in Witwatersrand. In augustus 1922 overleed hij aan een hartaanval.

## Persoonlijk
- Van Deventer was getrouwd met Maria Cornelia Snyman (geboren op 5 mei 1890).
- Zijn volledige titel luidde Lt-Gen Sir Jacob Louis Van Deventer, KCB, CMG, DTD. Met gevoel voor humor verkoos hij echter bekend te staan als Sir Jaap.[2]